# Čerkasijska oblast
Čerkasijska oblast (ukrajinsko Черкаська область, Čerkas'ka oblast') je oblast v osrednji Ukrajini. Njeno upravno središče je mesto Čerkasi.
Na zahodu meji z Viniško, na severozahodu in severu s Kijevsko, na vzhodu s Poltavsko in na jugu s Kirovogradsko oblastjo. Na njenem ozemlju, blizu mesta Špola, je izmerjeno zemljepisno središče Ukrajine.

## Upravne delitve
Pred reformo julija 2020 se je oblast delila na 26 rajonov in šest mest oblastnega pomena, podrejenih neposredno oblastni vladi.
Od oktobra 2020 oblast vsebuje štiri rajone:
| Rajon               | Upravno središče | Površina (km²) | Prebivalstvo (2021) | Št. gromad |
| ------------------- | ---------------- | -------------- | ------------------- | ---------- |
| Zvenigorodski rajon | Zvenigorodka     | 5279,9         | 197.509             | 17         |
| Zolotonoški rajon   | Zolotonoša       | 4249,1         | 138.036             | 11         |
| Umanski rajon       | Uman             | 4527,2         | 251.408             | 12         |
| Čerkasijski rajon   | Čerkasi          | 6882,1         | 591.313             | 26         |

## Prebivalstvo
Ob popisu prebivalstva leta 2001 se je 93,1 % prebivalcev Čerkasijske oblasti opredelilo za Ukrajince; preostanek so predstavljali Rusi (5,4 %), Belorusi (0,3 %) in druge narodnosti (1,2 %).
92,5 % prebivalcev je ob popisu kot materni jezik navedlo ukrajinščino.